# اورسه
اورسه (فرانسوی: Orcet‎) یک کمون در ناحیه اوورنی-رون-آلپ، فرانسه است که دارای ۶ کیلومتر مربع مساحت و  ۲٬۸۳۷ نفر جمعیت در سال ۲۰۲۱ بوده است.